# Невіно-Каменське
Невіно-Каменське (пол. Niewino Kamieńskie) — село в Польщі, у гміні Вишки Більського повіту Підляського воєводства.
Населення — 16 осіб (2011).
У 1975—1998 роках село належало до Білостоцького воєводства.

## Демографія
Демографічна структура станом на 31 березня 2011 року:
|          | Загалом | Допрацездатний вік | Працездатний вік | Постпрацездатний вік |
| -------- | ------- | ------------------ | ---------------- | -------------------- |
| Чоловіки | 9       | 2                  | 4                | 3                    |
| Жінки    | 7       | 1                  | 4                | 2                    |
| Разом    | 16      | 3                  | 8                | 5                    |